# Karin Kraaykamp

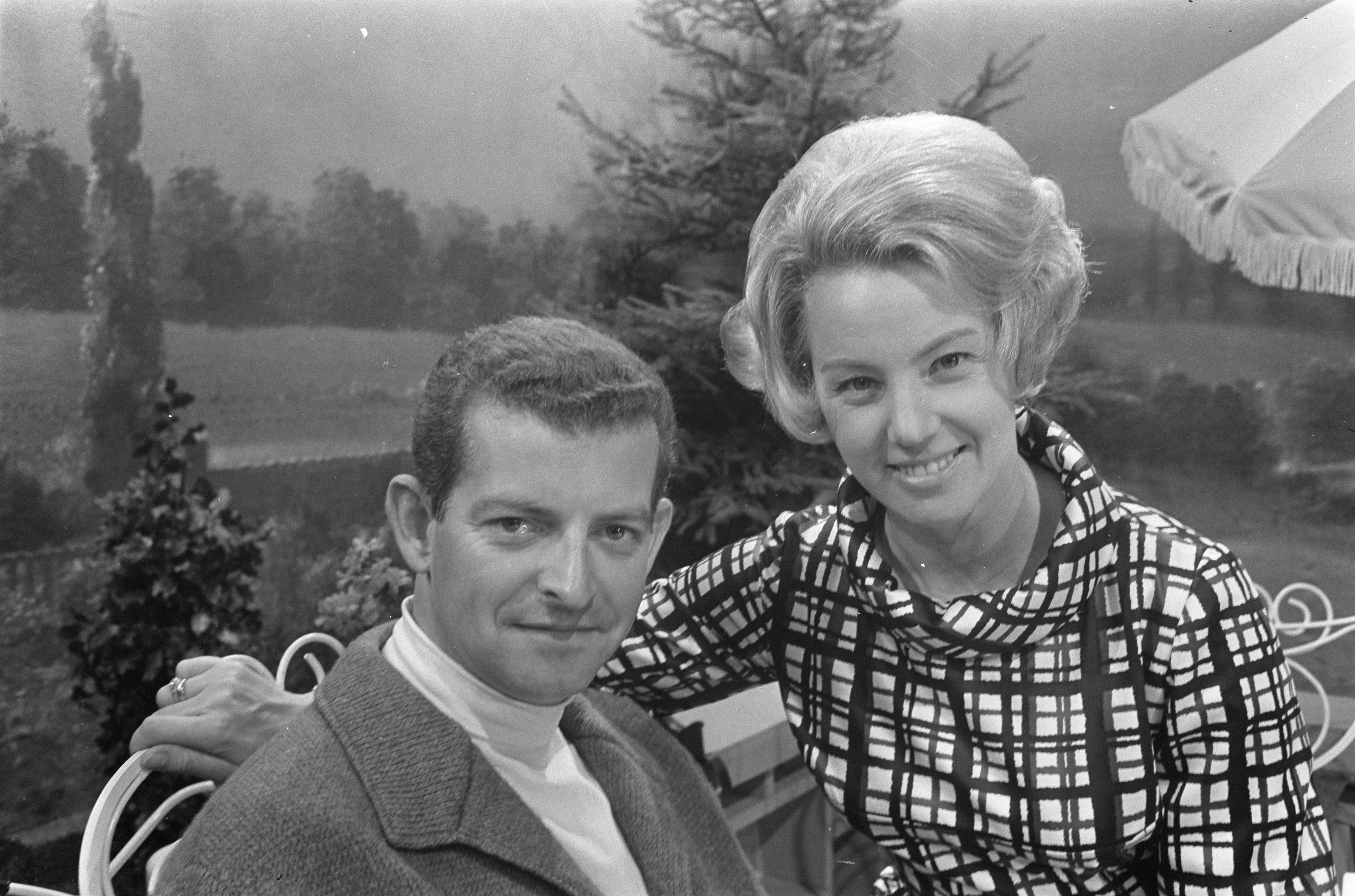
Kraaykamp en haar tweede echtgenoot Maarten van Wamelen presenteerden in 1968 samen het tv-programma Zonzin.

Karin Kraaykamp, geboren als Karine Jonker en ook bekend als Karin van Wamelen (Amersfoort, 18 oktober 1927 – Gorinchem, 25 juni 2018), was een Nederlands omroepster en televisiepresentator.

## Loopbaan
Ze was voor haar huwelijk, in 1951 met sociaal psycholoog Joop Kraaykamp, actief in het maatschappelijk werk en was hoofd van het Jeugd Rode Kruis in Amsterdam. Kraaykamp was een getrouwde vrouw met twee kinderen toen ze vanaf april 1955 begon te werken als omroepster bij de VARA. Ze verwelkomde vanaf dat moment tweemaal in de week de kijkers, ze leidde televisieprogramma's in en ze sloot de uitzendavond af door iedereen een goede nachtrust te wensen. Kraaykamp presenteerde ook het Nationaal Songfestival van 1956, 1957 en 1959. In 1961 stapte ze vrijwillig op bij de VARA.
De jaren daarna werkte ze voor de VPRO, de AVRO en de TROS. Met haar tweede echtgenoot Maarten van Wamelen (1935-1982), een ondernemer die bekendheid genoot in de autosport, presenteerde Karin Kraaykamp in de zomer van 1968 het programma Zonzin voor de TROS. Hierna verdween ze van de televisie. Via het publiciteitsbureau van haar echtgenoot was ze in te huren voor commerciële presentatieactiviteiten en later was ze actief in de productie van televisieprogramma's. In 1974 eindigde haar tweede huwelijk net als eerder haar eerste huwelijk in een scheiding. Daarna was ze directeur van felicitatiedienst Happy Service.
Ze richtte in 1985 de 'Gouden Meiden' club op, een groep van omroepvrouwen. Eind juni 2018 overleed ze, na een kort ziekbed, op 90-jarige leeftijd. De uitvaart was in Bilthoven.

## Trivia
- Haar eerste echtgenoot Joop Kraaykamp was een neef van acteur en komiek John Kraaijkamp sr.[7]

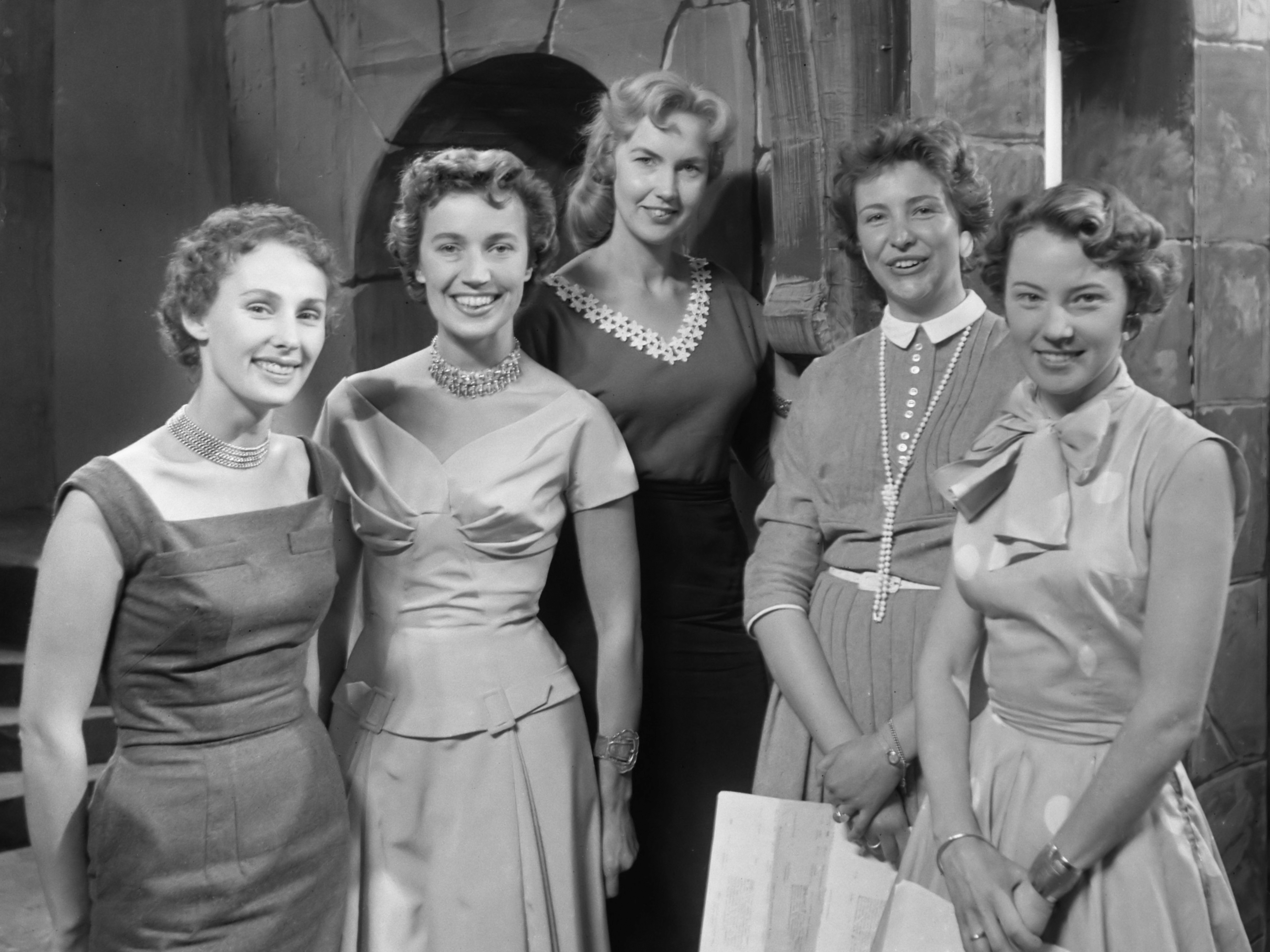
Kraaykamp (geheel rechts) met andere omroepvrouwen in oktober 1956